# Michal Shir
Michal Shir Segman (em hebraico:  מיכל שיר סגמן, nascida em 18 de novembro de 1979) é uma política israelita. Ela serviu como membro do Knesset pelo Likud entre 2019 e 2020.

## Biografia
Shir trabalhou com Gideon Sa'ar quando ele era presidente do Likud durante o tempo do partido na oposição entre 2006 e 2009, e quando ele se tornou Ministro da Educação em 2009. Ela foi colocada em vigésimo nono lugar na lista do Likud para as eleições de abril de 2019, uma vaga reservada para representante do distrito de Tel Aviv. Ela foi eleita para o Knesset quando o Likud ganhou 36 cadeiras. Ela foi reeleita em setembro de 2019 e 2020. Em 16 de julho de 2020, ela apareceu nas manchetes ao criticar a resposta política do primeiro-ministro Netanyahu à pandemia COVID-19. MK Shir disse "Sou um membro orgulhoso do Likud", mas acrescentou que Netanyahu deve aceitar críticas sem "acusar ninguém que duvide ou expresse preocupação de ser um radical ou de esquerda". Em dezembro de 2020, ela anunciou que se juntaria ao novo partido de Gideon Sa'ar, o New Hope e renunciou ao Knesset.

## Vida pessoal
Shir é casada e tem 2 filhos.
 